# Катынь (станция)
Катынь —  населённый пункт (тип: станция) в Смоленском районе Смоленской области России. Входит в Катынское сельское поселение.

## География
Расположена в западной части области в 17 км к западу от Смоленска, в 1 км севернее автодороги А141 Орёл — Витебск, на правом берегу реки Днепр и на левом берегу реки Катынка, в их излучине. В населённом пункте расположена железнодорожная станция Катынь на линии Москва — Минск. По адресу станция Катынь, дом 1-А находится санаторий «Борок» МВД РФ.

## Население
Население — 86 жителей по данным переписи населения 2010 года.